# Trachelipus remyi
Trachelipus remyi là một loài chân đều trong họ Trachelipodidae. Loài này được Verhoeff miêu tả khoa học năm 1933.